# یوزف ونگلوش
یوزف ونگلوش (اسلواکی: Jozef Vengloš؛ ۱۸ فوریهٔ ۱۹۳۶ – ۲۶ ژانویهٔ ۲۰۲۱) بازیکن و مربی فوتبال اهل اسلواکی بود.
از باشگاه‌هایی که در آن بازی کرده‌است می‌توان به باشگاه فوتبال اسلوان براتیسلاوا اشاره کرد.